# Караматозян, Карапет Матвеевич
Карапе́т (Ка́рп, Карпо́) Матве́евич Караматозя́н — советский футболист, нападающий.

## Биография
Выступал за команды «Динамо» (Батуми), «Локомотив» (Тбилиси), «Спартак» (Ереван) и «Динамо» (Ереван).
В классе «А» забил 4 мяча в ворота киевского «Локомотива».
Имеет ордена — воевал с первого дня Великой Отечественной войны и до Берлина.
Был дружен c Борисом Пайчадзе.

## Достижения
- Чемпион Грузинской ССР (1938) и Армянской ССР (1939, 1946[9])

## Статистика выступлений
| Выступление         | Выступление      | Выступление      | Лига | Лига | Кубок | Кубок | Итого | Итого |
| Клуб                | Лига             | Сезон            | Игры | Голы | Игры  | Голы  | Игры  | Голы  |
| ------------------- | ---------------- | ---------------- | ---- | ---- | ----- | ----- | ----- | ----- |
| Динамо (Батуми)     | Д2               | 1938             | —    | —    | 5     | 2     | 5     | 2     |
| Динамо (Батуми)     | Итого            | Итого            | —    | —    | 5     | 2     | 5     | 2     |
| Локомотив (Тбилиси) | Д1               | 1938             | 6    | 5    | —     | —     | 6     | 5     |
| Локомотив (Тбилиси) | Итого            | Итого            | 6    | 5    | —     | —     | 6     | 5     |
| Динамо (Батуми)     | Д2               | 1939             | 11   | 6    | —     | —     | 11    | 6     |
| Динамо (Батуми)     | Итого            | Итого            | 11   | 6    | —     | —     | 11    | 6     |
| Спартак (Ереван)    | Д2               | 1940             | 18   | 3    | —     | —     | 18    | 3     |
| Спартак (Ереван)    | Итого            | Итого            | 18   | 3    | —     | —     | 18    | 3     |
| Динамо (Ереван)     | Д2               | 1946             | 19   | -    | —     | —     | 19    | 0     |
| Динамо (Ереван)     | Итого            | Итого            | 19   | -    | —     | —     | 19    | 0     |
| Всего за карьеру    | Всего за карьеру | Всего за карьеру | 54   | 14   | 5     | 2     | 59    | 16    |

## Семья
Бабушка — Софья Матвеевна Гапоян (в замужестве Караматозян), уроженка, отошедшей к Турции провинции Артвин, выходила к царскому поезду с серебряным кувшином приветствовать посетившего край императора Николая II.